# جهاز العروس

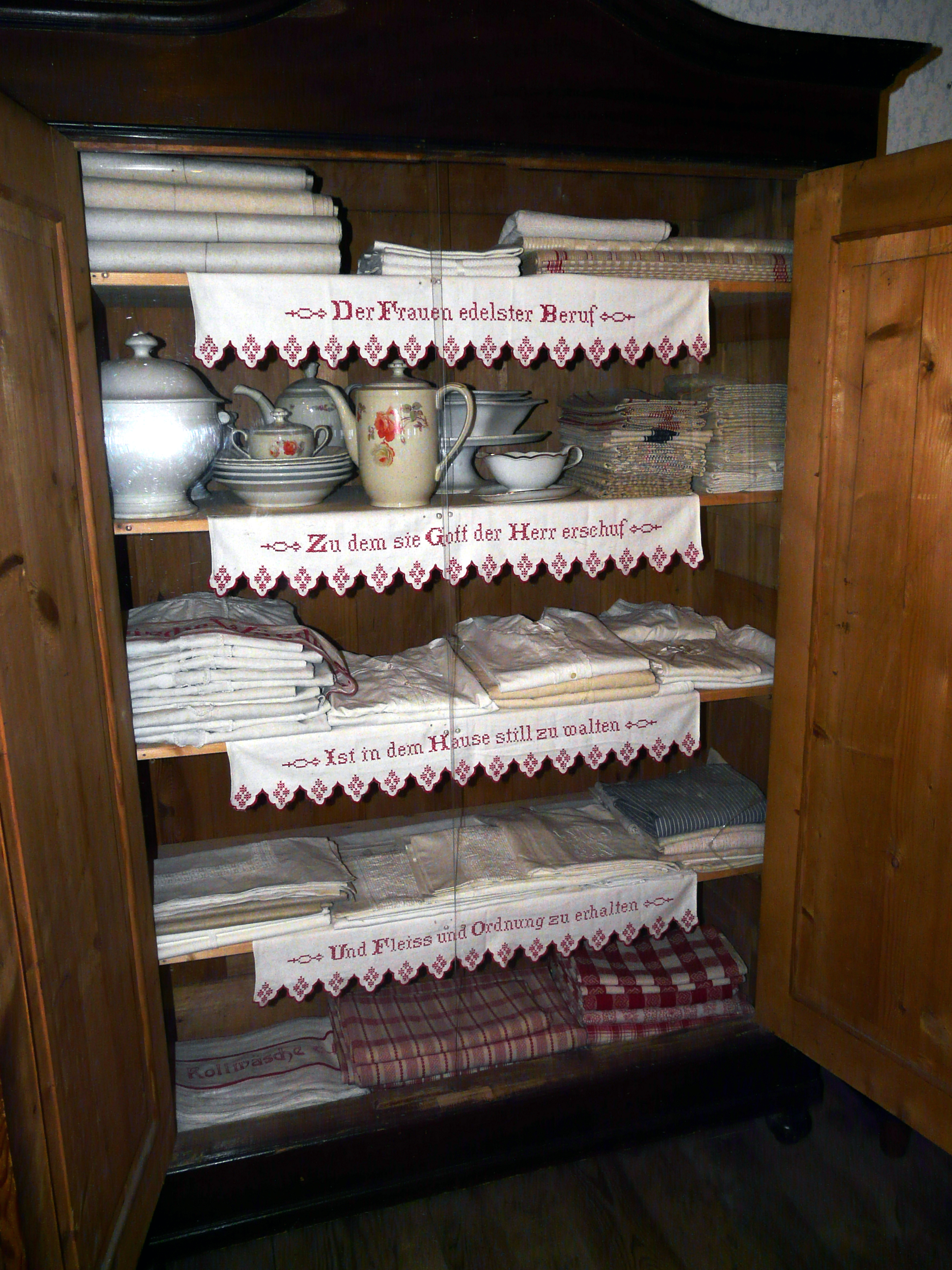
مهر وهو عبارة عن خزانة بما فيها من أواني وخزف ولوازم أخرى

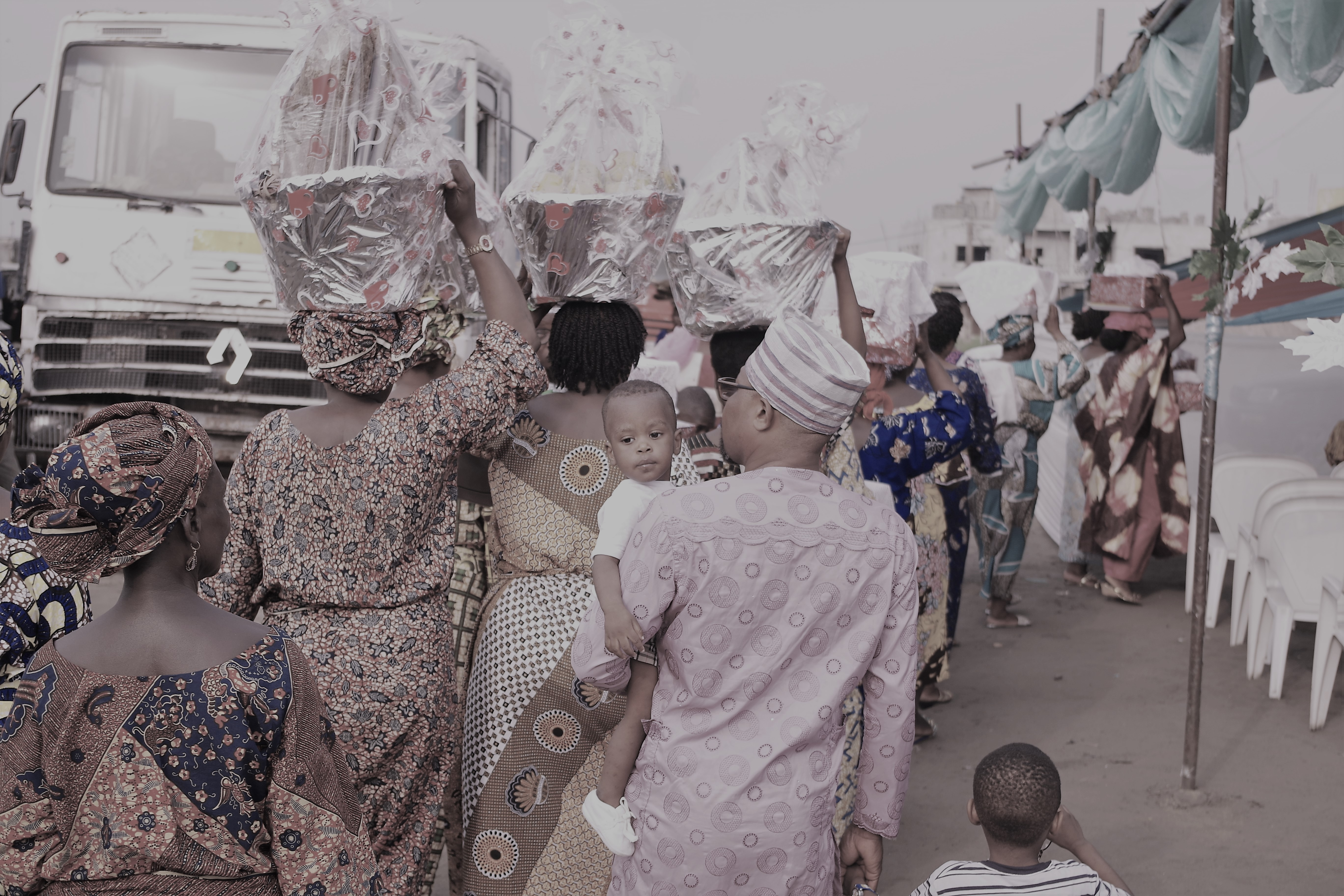
على الطريق لوضع الهدايا، زواج تقليدي في بنين

جهاز العروس أو المهر (بالفرنسية: Dot) و (بالإنجليزية: Dowry) ويُقال له بالعامية الدُّوطة هو ملكية أو هدايا أو أموال يمنحها الوالدان عن عند زواج الابنة. يحيث أن المهر هو انتقال الأموال من أهل العروس إلى العريس أو أهله، بينما يقدِّم العريس بَدَل العروس أو خدمة العروس إلى أهلها.  ويكون الصداق ملكية مقدمة من العريس إلى العروس وقت الزواج ويظل تحت ملكيتها وسيطرتها. والمهر هو عرف قديم قد يسبق وجوده أي مما سجل عنه. ما زال المهر مطلوبا كشرط لقبول عرض الزواج في بعض أنحاء العالم، خاصة في أجزاء من آسيا وشمال إفريقيا ومنطقة البلقان. وفي بعض المناطق قد ينتج عن النزاعات المتعلقة بالمهر أعمال عنف ضد المرأة، بما في ذلك القتل واعتداءات بالحمض. عادة ما تكون ممارسة المهر أكثر شيوعا في الثقافات التي تولي اهتمام كبير للانتساب الأبوي، والتي تشترط أن تسكن المرأة بالقرب من عائلة الزوج (أبوية السكن). وللمهر تاريخ طويل في أوروبا وجنوب آسيا وأفريقيا وأجزاء أخرى من العالم.
الأنثروبولوجيا الاجتماعية تميز عدة أنواع من الفوائد الزوجية:
- مهر الزواج الذي أحضرته عائلة الزوجة إلى الزوجة أو الأسرة المعيشية.
- مهر العروس الذي جلبه الزوج أو أسرته لعائلة زوجته.
- الهدايا التي أحضرها الزوج إلى زوجته.

من بين هذه الفوائد يكون مهر العروس خاصًا جدًا لأنه لا يدخل ميراث الأسرة الجديدة. يمكن أن تكون هذه الفائدة قبل الزواج أو بعده. ومع ذلك ففي أفريقيا وجنوب الصحراء الكبرى، يستخدم مصطلح «نقطة» عادة للإشارة إلى هذا النوع من التعويض الذي يقدمه الزوج المستقبلي لعائلة زوجته.
أما في سوريا مثلاً فالنقطة فهي هدية الآخرين الزوجين.

## التعريف
المهر هو تنازل الوالدين عن ملكية أو هدايا أو أموال للابنة عند زواجها (المصطلح قانوني: inter vivos ، أي «نقل الملكية بين الأحياء») خلافا لنقل الملكية بعد الوفاة (مصطلح قانوني mortis causa). يمثل المهر شكلا من أشكال صندوق النقد الزوجي وقد تختلف طبيعته. قد يوفر هذا الصندوق عنصرًا من عناصر الأمن المالي للزوجة في حالة الترمل أو إهمال الزوج، وقد يُكَرّس في النهاية لإعالة أطفالها. كما قد يخصص جزء منه لتأسيس المنزل الزوجي، بما في ذلك المفروشات مثل البياضات والأثاث.
يعرف المهر محليا ب  dahej في الهندية، وvaradhachanai في اللغة التاميلية، و jehaz في اللغات الأردية والعربية، و joutuk في اللغة البنغالية، و jiazhuang في الماندارين الصينية، و çeyiz في اللغة التركية، و dot بالفرنسية، و daijo في اللغة النيبالية. كما يعرف في بعض أجزاء أفريقيا بكل من serotwana و idana و saduquatو.mugtaf.

## الأصول
أوضحت دراسة مقارنة قام بها عالم الأنثروبولوجيا «جاك جودي» حول أنظمة المهر في جميع أنحاء العالم باستخدام الأطلس الاثنوجرافي أن المهر هو شكل من أشكال الميراث الموجود في مجموعة واسعة من المجتمعات الأوراسية من اليابان إلى أيرلندا والتي تمارس «الأيلولة المفرّقة»، أي التي تنقل الملكية إلى الأطفال من كلا الجنسين. وتختلف هذه الممارسة عن غالبية المجتمعات الأفريقية الواقعة جنوب الصحراء الكبرى التي تمارس «الميراث المتجانس» الذي تنتقل فيه الملكية فقط إلى أطفال من نفس جنس المالك. تتميز هذه المجتمعات الأفريقية بإرسال «ثمن العروس»، أو الأموال أو البضائع أو الممتلكات من العريس أو عائلته إلى والدي العروس (وليس العروس نفسها).
أثبت «جودي» وجود علاقة تاريخية بين ممارسات «الأيلولة المفرّقة» (المهر) وتطور زراعة الحراثة المكثفة من ناحية، وبين الميراث المتجانس (بَدَل العروس) وزراعة الجرف واسعة النطاق من ناحية أخرى. يرى جودي، مستندا في ذلك إلى دراسة «أيستر بوزيرب»، أن التقسيم الجنسي للعمل يختلف في زراعة الحراثة المكثفة والبستنة المتغيرة واسعة النطاق. تقوم النساء بمعظم العمل في المناطق ذات الكثافة السكانية المنخفضة حيث تتم الزراعة المتغيرة. تلك هي المجتمعات التي تعطي بَدَل العروس. كما تربط «بوزيرب» بين البستنة المتغيرة وممارسة الزواج التعددي، وبالتالي يتم دفع الصداق كتعويض لعائلتها عن فقدان عمالتها. أما زراعة الحراثة فغالبا ما يقوم بها الرجال. وهنا يقدّم المهر. وعلي خلاف ذلك، ترتبط زراعة المحراث بالملكية الخاصة، فيسود الزواج الأحادي، للحفاظ على الملكية داخل الأسرة البيولوجية. ويفضل الزواج من أحد أفراد العائلة المقربة وذلك للحفاظ على الممتلكات داخل المجموعة.
هناك جدال علمي حول نظرية «جودي». على سبيل المثال، تقول «سيلفيا ياناجيسكو» أن هناك عددًا من المجتمعات، بما فيها أجزاء من اليابان وجنوب إيطاليا والصين، لا تؤكد ادعاء «جودي» بأن المهر هو شكل من أشكال الميراث الأنثوي لملكية الذكور. وأشارت إلى أن نموذج «جودي» هو نموذج تطوري قد لا تكون فيه هذه المتغيرات التاريخية هي العوامل الحاسمة اليوم. في المقابل، دللت «سوزان مان» بأمثلة أنه حتى في أواخر إمبراطورية الصين كان المهر شكلاً من أشكال الميراث الأنثوي.
جادل «ستانلي جيه تامبيا» (المؤلف المشارك مع «جودي» في كتاب «ثروة العروس والمهر») لاحقا أن إجمال أطروحة «جودي» مازالت صحيحة في شمال الهند، على الرغم من أنها كانت بحاجة إلى تعديل لملائمة الظروف المحلية. ويشير إلى أن المهر في شمال الهند لا يُستَخدَم إلا جزئياً كصندوق مالي زوجي للعروس، وأن جزءًا كبيرًا يذهب مباشرةً إلى عائلة العريس الممتدة. قد يبدو هذا في البداية على أنه يقلل من نموذج «جودي»، ولكن في شمال الهند، تتكون العائلة الممتدة من والدين العريس وإخوانه المتزوجين والأخوات غير المتزوجات، وأطفال الجيل الثالث. تسيطر هذه العائلة المشتركة على ذلك الجزء من المهر ويستخدم للمساعدة في تمويل مهر ابنتهم/أختهم. ولكن عندما يتوفى الوالدان، وتتجزأ الأسرة الممتدة لأسر منفصلة، يتم تقسيم هذه الثروة المشتركة بين الأبناء المتزوجين، بحيث يعود مهر العروس الذي خصص للعائلة الممتدة إليها هي وزوجها كـ «صندوق الزوجية».
قام «شليغل» و«إلول» بتوسيع نموذج «جودي» من خلال مزيد من التحليل الإحصائي للأطلس الاثنوجرافي. ويرون إن العامل الرئيسي في تحديد نوع اتفاقية الزواج هو نوع ممتلكات الأسرة. فتعمل ثروة (أو بَدَل) العروس على تداول الممتلكات والنساء، وهي صفة نمطية للمجتمعات التي تكون فيها الملكية محدودة. بينما يعمل المهر على تمركز الممتلكات وينتشر في طبقات الملاك أو الشعوب التجارية أو الريفية. عندما تقدم الأسر المهر، فإنها لا تضمن فقط الأمن الاقتصادي للابنة، بل أيضا «تشتري» أفضل زوج ممكن لها، وأفضل صهر لهم.

## العادات التاريخية

### بابل
وُجد المهر في بابل حسب وصف أقدم السجلات المتاحة مثل قوانين حمورابي في بابل القديمة. لم ترث البنات عادة أي شيء من ممتلكات والدهن. بدلاً من ذلك، حصلن على مهر من الوالدين عند الزواج، وذلك بهدف توفير أكبر قدر ممكن من الأمان للعروس.
كان يتم العمل في بابل بكل من المهر وبَدَل العروس، على أن بَدَل العروس يكاد يكون دائمًا جزءًا من المهر. وفي حالة الطلاق دون سبب، يُطلب من الرجل أن يعيد لزوجته المهر الذي أعطته إياه بالإضافة إلى الصداق الذي أعطاه لها. قد تكون عودة المهر محل خلاف، إذا كان الطلاق لسبب مبرر بموجب القانون البابلي.
أدار الزوج مهر الزوجة كجزء من ممتلكات الأسرة. مع ذلك، لم يملك السلطة لبيعه أو التصرف فيه. ومن الناحية القانونية، كان يجب أن يبقى المهر منفصلاً لأنه كان من المتوقع أن يدعم الزوجة وأطفالها. ويصبح المهر من حق الزوجة عند وفاة زوجها. إذا ماتت بلا أطفال، عاد مهرها إلى أسرتها، أي والدها إذا كان على قيد الحياة، وإلا إخوانها. إذا كان لديها أبناء، فإنهم سيشاركونه بالتساوي. ويورث مهرها فقط لأطفالها، ولا يورث لأطفال زوجها من نساء أخريات.

#### اليونان القديمة
كانت الممارسة المعتادة في اليونان القديمة هي إعطاء بَدَل العروس ويسمى (hédnon (ἕδνον). تم تبادل المهور (pherné (φερνή)) في الفترة الكلاسيكية المتأخرة (القرن الخامس قبل الميلاد). وكان للزوج بعض حقوق الملكية في مهر زوجته. بالإضافة إلى ذلك، يمكن للزوجة إحضار ممتلكات الزواج الخاصة بها، والتي لم تكن مدرجة في المهر فتكون، نتيجة لذلك، ملكها وحدها. كانت هذه الملكية «خارج المهر» (parapherna اليونانية، جذر Paraphernalia) ويشار إليها على أنها ممتلكات خاصة للزوجة أو ممتلكات خارج نطاق المهر.
قد يمثل المهر أيضًا شكل من أشكال الحماية للزوجة في حال إساءة معاملتها من قبل الزوج وعائلته، مما يوفر حافزًا للزوج لعدم إيذاء الزوجة. ويسري هذا في الثقافات التي يكون من المتوقع فيها إعادة المهر إلى أسرة العروس إذا توفيت بعد فترة قصيرة من الزواج.
ألغي المهر من قانون الأسرة في اليونان المعاصرة بواسطة الإصلاحات القانونية في عام 1983.

##### الإمبراطورية الرومانية
تداول الرومان المهر (دوس). وكان المهر هو ملكية تُنقل من قبل العروس، أو من أي شخص آخر نيابة عنها، إلى العريس أو والد العريس عند زواجهما. كان المهر تقليد شائع جدًا في العصر الروماني، وبدأ لكي تساهم أسرة العروس بنصيب من التكاليف اللازمة لتأسيس منزل أسري جديد. مُنح دوس (المهر) لغرض تمكين الزوج من تحمل مسؤولية الشأن الزوجي (onera matrimonii). وسميت جميع ممتلكات الزوجة التي لم تكن ضمن المهر أو هدايا الزواج بارافيرنا. يمكن أن يشمل المهر أي شكل من أشكال الممتلكات التي تمنح أو توعد في وقت الزواج، ولكن يشمل هذا فقط ما تبقى بعد خصم الديون. يمكن لأي شخص التبرع بممتلكاته كمهر للمرأة، ولا يقتصر الأمر على عائلة العروس.
كان هناك نوعان معروفان من المهر ـ profectitia dos و dos adventitia. قدم والد العروس أو والده دوس profectitia. كل أنواع دوس الأخرى هي adventitia.  يسمح القانون الروماني أيضًا بنوع من المهر يُدعى dos receptitia ، والذي أعطاه شخص آخر غير والد العروس أو والده بمناسبة الزواج، ولكن بشرط أن يستعيده مانحه مرة أخرى عند وفاة الزوجة. كان من المتوقع أن تعطي أسرة العروس مهرًا عند زواجها، وبما يتناسب مع إمكانياتها.  وكان من المعتاد بالنسبة لعائلة العروس وأصدقائها دفع المهر الموعود على أقساط على مدى ثلاث سنوات، وحصل بعض الرومان على ثناء عظيم لتسليمهم المهر في دفعة واحدة.

###### شبه القارة الهندية
يعتبر المهر في شبه القارة الهندية موضوع مثير للجدل. يعتقد بعض العلماء أن المهر كان يمارس في العصور القديمة، لكن البعض الآخر لا يوفقهم الرأي. تشير تقارير شهود العيان التاريخية (الموضحة أدناه) إلى أن المهر في الهند القديمة لم يتمتع بأهمية كبيرة، وأن البنات كان لهن حقوق الميراث، التي كانت تمارس حسب العرف في وقت زواجها. وتشير الدلائل الوثائقية إلى أنه في بداية القرن العشرين، كان ثروة العروس، وليس المهر، هو العرف الشائع، والذي غالبًا ما أدى إلى بقاء الأولاد الفقراء غير متزوجين.
يدّعي «ستانلي ج. تامبيا» أن قانون مانو القديم كان يسمح بالمهر وبَدَل العروس في الهند القديمة (عادةً في روهتاك) وخاصةً في عائلات كاديا، ولكن تمتع المهر بمكانة مرموقة وارتبط بطبقة البراهماني (الكهنوتية). بينما اقتصر بَدَل العروس على الطبقات الدنيا، التي لم يُسمح لها بإعطاء المهر. ويستشهد بدراستين من أوائل القرن العشرين، حيث تشير البيانات إلى أن هذا النمط من المهر في الطبقات العليا وبَدَل العروس في الطبقات السفلى استمر حتى النصف الأول من القرن العشرين. ومع ذلك، فمن المرجح أن الزيجات تضمنت الهدايا المتبادلة بين العائلتين، كما يقول «تامبيا»، بحيث إذا أعطت عائلة العريس بَدَل العروس، فإنه يعود كمهر للعروس وكجزء من ممتلكاتها الزوجية.
علي الجانب الآخر، يدّعي «مايكل فيتزل» أن الأدب الهندي القديم يشير إلى أن ممارسات المهر لم تكن مهمة خلال فترة الفيدية. كما يلاحظ ويتزل أن النساء في الهند القديمة كان لديهن حقوق وراثة في الممتلكات إما عن طريق التعيين أو في عدم وجود أخوة.
تتشابه نتائج «ماكدونيل» و«كيث» مع «فيتزل» وتختلف عن «تامبيا». فهم يستشهدون بالأدب الهندي القديم الذي يشير إلى أن بَدَل العروس كان يدفع حتى في زواج البراهما ودايفا في الطبقة العليا براهماني (الكهنوتية). لم يكن المهر نادراً إذا عانت الفتاة من بعض العيوب الجسدية. كما يقترح «ماكدونيل» و«كيث» أن حقوق الملكية للنساء في الهند القديمة تزايدت في عصر الملحمات (200 ق.م. - 700 م). وقال «كاين» أن الأدب القديم يشير إلى أن بَدَل العروس كان يدفع فقط في نوع الزواج الأسورا الذي اعتبره مانو وغيره من الكتبة الهنود القدامى محظورًا. تقترح «لوشتفلد» أن الواجبات الدينية التي أدرجها مانو وغيره من الكتبة القدامى، مثل «أن تُزَين العروس بسخاء للاحتفال بالزواج» كان يُقصد بها الملابس التقليدية والحلي مع الهدايا التي كانت ملكًا لها، وليس ممتلكات يطلبها أو يقصد بها العريس؛ يلاحظ «لوتشيفيلد» كذلك أن زينة الزفاف حاليا لا تشير إلى المهر في أذهان معظم الناس.

ويستند التحليل أعلاه الذي قام به العديد من العلماء على تفسير الكتابات الأدبية السنسكريتية القديمة ونصوص متباينة من السميريتس الهندية، ولا يستند إلى روايات شهود العيان. حيث تختلف ملاحظات شهود العيان المتاحة من الهند القديمة عن هذا التحليل. أحد سجلات شهود العيان هي من غزو الإسكندر الأكبر (حوالي 300 قبل الميلاد)، كما سجلها «أريان وميجاستنيس». يذكر كتاب «آريان» الأول ندرة المهر:
إنهم (هؤلاء الهنود القدماء) يتممون زيجاتهم وفقًا لهذا المبدأ، فعند اختيار العروس لا يهتمون بما إذا كانت لديها مهر وثروة وفيرة، هم فقط ينظرون إلى جمالها والمزايا الخارجية المشابهة. أريان، غزو الهند من قبل الإسكندر الأكبر، القرن الثالث قبل الميلاد.
كذلك يلاحظ كتاب «آريان» الثاني،
يتزوجون (الهنود) دون إعطاء المهر أو أخذه، لكن ما إن تصل النساء لسن الزواج يتم إحضارهن من قبل آبائهن في الأماكن العامة، ليتم اختيارهن من قبل المنتصر في المصارعة أو الملاكمة أو الركض أو أي شخص يتفوق في أي نشاط ذكوري. أريان، إنديكا في ميجاستينس وآريان، القرن الثالث قبل الميلاد.
يشير المصدران إلى أن المهر كان غائباً، أو نادر الحدوث بحيث لاحظه آريان. وبعد حوالي 1200 عام من زيارة أريان، قام باحث آخر من شهود العيان بزيارة الهند يُدعى «أبو الريحان البيروني»، المعروف أيضًا باسم «البيروني»، أو «البرونيوس» باللاتينية. كان «البيروني» عالمًا إسلاميًا فارسيًا ذهب للهند وعاش فيها لمدة 16 عامًا من عام 1017 م. وقام بترجمة العديد من النصوص الهندية إلى العربية، وكذلك كتب مذكرات عن الثقافة والحياة الهندية. ادعى البيروني:
يتم تقديم تجهيزات احتفال الزفاف. لا توجد هدايا (مهر أو بَدَل العروس) متفق عليها. فقط يقدم الرجل هدية للزوجة، حسب ما يراه مناسباً، وهدية زواج مقدماً، والتي لا يحق له المطالبة بها، لكن الزوجة (المقترحة) قد تعيدها إليه حسب رغبتها (إذا كانت لا تريد الزواج). البيروني، فصل عن الزواج في الهند، حوالي 1035 م.
كما زعم البيروني أن الابنة الهندية، في القرن الحادي عشر، كان لها الحق القانوني في أن ترث من والدها، ولكن فقط ربع ميراث أخيها. أخذت الفتاة مبلغ الميراث معها عندما تزوجت، وفقا للبيروني، ولم يكن لها أي حق في أي دخل من والديها بعد زواجها أو في أي ميراث إضافي بعد وفاة والدها. إذا توفي والدها قبل زواجها، فسيقوم الوصي أولاً بسداد ديون والدها، ثم يخصص ربع الثروة المتبقية لرعايتها حتى تصبح جاهزة للزواج، ثم يعطيها الباقي لتأخذه معها إلى حياة الزوجية.
ما حدث لقوانين الميراث الخاصة بالابنة في الهند بعد زيارة البيروني في القرن الحادي عشر هو أمر غير واضح. كما أنه من غير الواضح وقت بدء ممارسة المهر وسببها ومدى تطورها، وما إذا كان هذا قد حدث بعد وصول الاستعمار في القرن السادس عشر

###### الصين
كان المهر شائعًا في الفترات التاريخية المختلفة للصين واستمر خلال التاريخ الحديث. سمي المهر محليّا ب Jiàzhuāng (嫁妝) واختلفت أشكاله ليشمل الأرض والمجوهرات والمال والملابس ومعدات الخياطة ومجموعة من الأدوات المنزلية. وجد «مان» وآخرون أن المهر كان شكلاً من أشكال الميراث للبنات. خصصت ممتلكات العائلة في الصين التقليدية، إن وجدت، للتقسيم المتساوي أو الميراث للأبناء فقط. كان المهر هو الطريقة الوحيدة لنقل الأملاك إلى ابنة، وهي تشمل الممتلكات الثابتة مثل الأرض، والممتلكات المنقولة مثل المجوهرات والملابس الجميلة. عادة ما يتم فصل المهر الذي أحضرته الزوجة معها عن ممتلكات زوجها والأفراد الذكور في الأسرة الممتدة. وغالبًا ما كانت تبيع هذا العقار نقدًا للتغلب على الأوقات الاقتصادية الصعبة أو احتياجات أطفالها وزوجها. في حالات قليلة، يجوز لها تحويل ممتلكات المهر إلى ابنتها أو زوجة ابنها. فيصبح المهر المحول بدوره ثروة منفصلة للمرأة التي حصلت عليه (المال الخاص). غالبًا ما كانت المرأة التي جلبت مهرًا كبيرًا تُعتبر أكثر فضيلة في الثقافة الصينية من تلك التي لم تفعل ذلك. في أجزاء من الصين، انتشر كل من المهر وبَدَل العروس (pinjin) من العصور القديمة حتى القرن العشرين. مع ذلك، كان تقليد َبَدَل العروس أكثر شيوعا من المهر طوال تاريخ الصين، لكنه تراجع ببطء في العصر الحديث.

###### أوروبا
تم تداول المهر على نطاق واسع في أوروبا حتى بداية العصر الحديث. كثيرا ما يفسر دارسو الفولكلور الحكاية الشعبية 'سندريلا' على أنها المنافسة بين زوجة الأب وبنت الزوج على الموارد، والتي قد تشمل المهر. توضح أوبرا جواكينو روسيني La Cenerentola هذا الأساس الاقتصادي: يرغب Don Magnifico في زيادة مهر بناته، لجذب زوج أفضل، وهو أمر مستحيل إذا كان يجب عليه تقديم مهر ثالث.
أحد العقوبات الشائعة لاختطاف العروس واغتصاب امرأة غير متزوجة هي أن الخاطف أو المغتصب كان عليه أن يوفر مهر المرأة. حتى أواخر القرن العشرين، كان ذلك يسمى بمال القبيلة أو مال خرق الوعد.
يعتبر توفير المهر للنساء الفقيرات شكلاً من أشكال الصدقة لأبناء الرعية الأثرياء. يرجع تقليد جوارب عيد الميلاد إلى أسطورة القديس نيكولاس، حيث ألقى الذهب في جوارب ثلاث شقيقات فقيرات، لتوفير مهرهن. اشتهر كل من القديسة "إليزابيث" من البرتغال والقديس "مارتين دي بوريس«خاصة بتقديمهما للمهر، كما تلقت أبرشية البشارة، وهي جمعية خيرية رومانية مكرسة لتوفير المهر، كامل ملكية البابا "أوربان" السابع. في عام 1425، أنشأت جمهورية فلورنسا صندوقًا عامًا يسمى "مونت ديلي دوتي» لتوفير المهر للعرائس في فلورنسا.
كان الميراث الكبير يقدم كمهر للعرائس الأرستقراطية والملكية في أوروبا خلال العصور الوسطى. أعطت المملكة البرتغالية مدينتين في الهند والمغرب مهرًا للمملكة البريطانية في عام1661 عند زواج الملك "تشارلز الثاني" ملك إنجلترا من«كاترين براغانزا»، أميرة البرتغال.
في بعض الحالات، كان يطلب من الراهبات إحضار مهر عند الانضمام إلى الدير. كما أنه في بعض الفترات، مثل الحكم الاترافي في فرنسا، وضع الآباء البنات الأقل جاذبية في الأديرة، حتى يتسنى للبنات الأكثر قابلية للزواج الحصول على مهر أكبر. وقامت أسر الحكم الأترافي التي لم تستطع توفير مهر مناسب لبناتها بوضعهم في الأديرة.
على سبيل المثال، في مقاطعة بنتهايم، قد يقدم الآباء والأمهات الذين لم يلدوا أبناء الأرض مهرًا لزوج ابنتهم الجديد. تم تقديمه عادة بشرط أخذ لقب العروس، من أجل استمرار اسم العائلة.

###### إنجلترا
تم تداول المهر في إنجلترا. مع ذلك، فهو يختلف عن المهر في القارة الأوروبية بسبب وجود حق البنات في الإرث وحق النساء في حيازة الممتلكات والحقوق الأخرى في إنجلترا. فلا يطبق القانون السالي الذي يشترط حرمان الإناث من الميراث وحرمانهن من ملكية الأرض. وتمتعت النساء العازبات بالعديد من الحقوق التي تمتع بها الرجال. قد يكون المثال الأكثر شهرة للميراث الأنثوي وحق التصرف هو إليزابيث الأولى ملكة إنجلترا، التي كانت تملك جميع حقوق الملك الذكر.
بينما احتفظت النساء العازبات بحقوق حيازة الممتلكات المماثلة لحقوق الرجال، تأثر الزواج والنساء المتزوجات بالتغيرات القانونية التي أحدثها غزو النورمان في القرن الثاني عشر. تم تقديم قانون الوصاية إلى القانون العام في بعض الولايات القضائية، الأمر الذي يتطلب نقل ملكية الزوجة باسم الزوج، تحت حضانته وسيطرته. كما قدم النورمان المهر في إنجلترا ليحل محل العادات السابقة، حيث قدم الزوج الجديد هدية للعروسه في الصباح. في البداية، أعطى الزوج علانية [أو تلقى؟] المهر عند باب الكنيسة في حفل الزفاف.
إذا توفي الزوج، وهو أمر شائع، كان هناك مهر أرامل يقدر بثلث أراضي الزوج وقت زواجه؛ ويخصص لها الدخل لبقية حياتها، وفي بعض الحالات، تقوم هي بإدارة الأراضي. ينص على ذلك الميثاق الأعظم أو المانجا كارتا، هذا بالإضافة إلى الاعتراف بميراث الإناث وغياب القانون السالي، وامتلاك النساء، لا سيما النساء العازبات، للكثير من الحقوق المكافئة للرجال. فيُظهر القانون الإنجليزي اختلافًا جوهريًا عن قانون القارة الأوروبية، وخاصة قانون الإمبراطورية الرومانية المقدسة.
تمتلئ سجلات المحاكم في القرن الثالث عشر بالنزاعات المتعلقة بالمهر، وأصبح القانون معقدًا على نحو متزايد.
سمح نظام المهر الإنجليزي لمعظم العائلات النبيلة بتزويج بناتهم ومن ثم اكتساب روابط نسب ممتدة. وكانت البنات القابلات للزواج سلعة ثمينة لدى لآباء الطموحين، كما أرسلت الطبقة الأرستقراطية الإنجليزية القليل من بناتهن المؤهلات إلى الأديرة.
في حالة عدم تقديم المهر المتعارف عليه أو المتفق عليه قد يتم إلغاء الزواج. استعان "ويليام شكسبير" بهذا الحدث في مسرحية الملك لير، حيث قام أحد خاطبي "كورديليا" بالتخلي عن مطلبه عند سماعه بأن الملك لير لن يمنحها المهر. وفي مسرحية "الصاع بالصاع"، أدى نزاع عائلة "كلوديو" و"جولييت" على المهر بعد الخطبة إلى ممارستهم للجنس قبل الزواج. وكان ما دفع" أنجيلو" للتراجع عن خطبته ل"ماريانا" هو فقدان مهرها في البحر.
نظر بعض أعضاء الطبقة العليا في العصر الفيكتوري في إنجلترا إلى المهر بكونه تسديد مبكر لميراث الابنة. وفي بعض الحالات، كان يحق للبنات اللاتي لم يتلقين مهرهن الحصول على جزء من التركة عند توفي الوالدين. إذا مات زوجين بدون أطفال، فعادة ما يُعاد مهر المرأة إلى أسرتها.
لم يطبق قانون الوصاية أبداً بشكل شائع في بريطانيا وتم إلغاؤه في القرن التاسع عشر. وقد أنهى هذا فعلياً مفهوم المهر، باعتبار أن ملكية المرأة العزباء إما تحتفظ بها بعد الزواج أو يصبح دخلها ملكية زوجية تحت سيطرة مشتركة مع الزوج (وليس تحت سيطرته وحده، كما هو الحال في الوصاية).

###### روسيا
كان مهر الأراضي شائعًا في بعض أجزاء أوروبا، وخاصة أوروبا الشرقية.
يتضمن كتاب الأسرة، وهو كتاب نصائح روسي للطبقات العليا من القرن السادس عشر، نصيحة لتخصيص ممتلكات من أجل المهر، وتجميع البياضات والملابس وغيرها من الأشياء، بدلاً من شراءها في دفعة واحدة للزفاف؛ وإذا توفت الابنة، يخصص المهر للزكاة والصلاة من أجل روحها، وقد يتم تخصيص بعضه لمهر بنات أخريات. تألف المهر في أواخر روسيا القيصرية من ملابس للعروس والكتان والفراش. ثم أصبح الكتان أقل شيوعًا، وذلك بسبب ضعف حصاد الكتان وسوء غزل الفتيات، ولكن ازدادت أهمية الملابس الباهرة، وفي بعض الأحيان تم تقديم المهر كأموال، خاصة إذا كان بالعروس عيب ما. وتزايد اهتمام الأنسباء المحتملين بأموال المهر، بعد أن كانوا يهتمون أكثر بقدرة العروس على العمل.

###### رومانيا
في رومانيا في أواخر القرن الثامن عشر وأوائل القرن التاسع عشر (1750-1830) تم استبعاد الفتيات اللاتي حصلن على المهر من الميراث العائلي، مما أدى إلى زيادة التماسك داخل الأسرة البيولوجية. كان أقارب الزوجة الذكور يسيطرون على المهر لكنها احتفظت بملكية المهر وهدايا الزفاف. وأمكن لأقاربها مقاضاة الزوج بسبب تبديده للمهر؛ وتمكنت الزوجات، إلى حد ما، من ترك الزواج المسيء. وكانت النتيجة على المدى الطويل هي زيادة التمكين القانوني للمرأة، مع توفير الأمن الاقتصادي للمطلقات والأرامل والأطفال.

###### ثقافات السكان الأصليون
وفقا لإحدى الدراسات الاثنوجرافية للثقافات السكان الأصلية في جميع أنحاء العالم، فإن حوالي 6 في المائة من ثقافات أمريكا الشمالية الأصلية تبادلت الهدايا بين عائلتي العريس والعروس. تم استخدام مزيج من المهر والصداق بين قبائل السهول الأمريكية. فيقدم العريس الخيول كهدية لوالدي العروس، الذين بدورهم يقدمون هدية للعريس.  كانت الممارسة متبادلة إلى حد ما.

###### المكسيك
جلب المستعمرون الاسبان تقاليد المهر إلى المكسيك. , أعطت قوانين إسبانيا العرائس الحق في السيطرة على المهر بعد الزواج، على عكس الممارسة الأوروبية المعتادة المتمثلة في نقل المهر إلى سيطرة العريس وأسرته. وفي كثير من الأحيان كانت المرأة تحتفظ فعليا بالسيطرة على المهر بعد الزواج. قد يُمنح الزوج أموالاً من المهر للاستثمار من أجل المنفعة المشتركة للزوجين وأطفالهما، لكن كثيرًا ما قامت الزوجات باستخدام أموالًا من مهورهن لإدارة أعمالهم التجارية الخاصة، مثل البقالة والحانات والمتاجر في المناطق الحضرية. كان المهر عادةً مألوفة في السنوات الاستعمارية المبكرة، لكنه أصبح أقل شيوعا بحلول منتصف القرن الثامن عشر. في ذلك الوقت، تزوجت الفتيات الأقل ثراء غالبا دون أي مهر.

###### فرنسا الجديدة
بذلت الحكومة الفرنسية جهودًا لتشجيع زواج الجنود والتجار الذكور في فرنسا الجديدة عن طريق منح المهور للنساء الراغبات في السفر إلى المستعمرة في كيبيك. كما قدمت السلطة الفرنسية المهر للعديد من النساء الذين اقتنعوا بالسفر إلى فرنسا الجديدة للزواج والاستيطان هناك، وكانوا يعرفون باسم filles du roi (بنات الملك).
كانت الأديرة في كيبيك ، كما في أوروبا ، تتطلب مهرًا من والدي البنات ليصبحن راهبات ، مثلما كان المهر متوقعًا في زيجات عرائس من الطبقة العليا. وكان هدف الكنيسة الكاثوليكية من ذلك هو أن تستخدم للحفاظ على بعض السيطرة على الأعضاء الجدد في المجتمعات الدينية. في كثير من الأحيان، حصلت الفتيات الفقيرات على المهر من قبل متبرعين. وأحيانًا تخفض الأديرة المبلغ المطلوب لدخول الدير.

###### الولايات المتحدة الأمريكية
لوحة فرا أنجيليكو: قصة القديس نيكولاس - إعطاء المهر لثلاث فتيات فقيرات. تحكي اللوحة التي تعود إلى القرن الخامس عشر قصة رجل فقير له ثلاث بنات. في تلك الأيام كان على والد المرأة الشابة أن يقدم للأزواج المحتملين مهرًا. فكان من غير المرجح أن تتزوج امرأة بدون مهر. وتحكي القصة عن ظهور حقيبة من الذهب في المنزل بشكل غامض، وفي ثلاث مناسبات، من أجل المهر، وهي مقدمة من القديس نيكولاس. عرف القديس نيكولاس لاحقا باسم سانتا كلوز.
كان المهر عادةً جلبها إلى الولايات المتحدة مستعمرون من إنجلترا وأماكن أخرى في أوروبا. تروي أحد الحكايات عن تحديد جون هال، مدير دار سك النقود في بوسطن، للمهر في زواج ابنته هانا من صمويل سيوال. يقال إن هال وضع ابنته البالغة من العمر 18 عامًا في أحد جوانب ميزان ضخم من موازين مستودعاته. ثم قام بتكديس الشلنات في الجانب الآخر من الميزان حتى وصل إلى وزنها بالفضة، وكان ذلك مهرها.
كان نظام المهر موجودًا في بعض القبائل الأمريكية الأصلية. مثال على ذلك زواج مستوطن فرجينيا جون رولف من بوكاهانتس، التي جلبت مهرًا للزواج عبارة عن مساحة كبيرة من الأرض.
تم منح بنات رجال الصناعة الأثرياء في القرن التاسع عشر، اللاتي تمتعن بحقوق الميراث من الأموال والممتلكات، مهرا من قبل آبائهم ليتزوجوا من الأرستقراطيين الأوروبيين الذين يملكون الألقاب والقليل من الثروة. أدى التبادل المشترك للألقاب والثروة إلى رفع مكانة كل من العروس والعريس.

###### البرازيل
المهر عادة جلبها إلى البرازيل المستوطنون البرتغاليون. أدي الاقتصاد الاستعماري لحرص العائلات على توريث الأرض بشكل خاص. ومنحت الابنة الكبرى أكبر مهر من قبل والدها، كما هو الحال في أوروبا. لكن اختلف ذلك؛ حيث أظهرت الأبحاث في ساو باولو أن 31٪ من الآباء أعطوا مهورًا أكثر للبنات الأصغر سناً، وقام 21٪ بتوزيع المهور بدون أي تفضيل متعلق بالسن. قد تُمنح البنات ميراثًا من والدهن، بالإضافة إلى المهر، لأنها من ضمن الورثة الشرعيين. فكانت قوانين الميراث معقدة في البرازيل المستعمرة. وفقًا للقانون البرتغالي، كان من المقرر تقسيم التركة بين الأطفال الذين لم يتلقوا مهرًا بالفعل. وفي الفترة الاستعمارية المبكرة، رفضت البنات اللاتي تلقين مهرا كبيرا قبول المزيد من الميراث بعد وفاة الوالد. في القرن الثامن عشر، عندما تضاءل الميراث والمهر، اختفت هذه العادة. قبلت الفتيات المهر، بالإضافة إلى الحصة الشرعية في الميراث. وبهذه الطريقة، تم الجمع بين المهر والحصة الشرعية من الميراث، وأطلق على ذلك جمع المهر أو à colação. ويقسم الأب الثلث المتبقي من التركة، terça كما يحب بين ورثته.
في بعض الحالات، قد يتم حرمان الابنة من المهر عند الزواج، بينما تحصل أخواتها على المهر، مما يدل على سيطرة الأب على اختيارات الزواج. أصبحت النزاعات القضائية بين الأشقاء أكثر شيوعًا خلال القرن الثامن عشر ومع انخفاض حجم الميراث. وقد تشمل المهور الأرض أو المنزل في المدينة أو النقود أو غبار الذهب أو قضبان الذهب والأدوات والآلات أو الماشية أو الخيول. أدت التغيرات الاقتصادية في القرن التاسع عشر إلى أن الرجال، لاسيما التجار، تعني أن الرجال، عادة التجار، قدموا القدر الأكبر من الإسهامات المادية للزواج، مما غير ملامح العلاقة الاقتصادية بين الزوجين.

## الممارسة الحالية
يعتبر المهر تقليد شائع في العديد من أنحاء العالم، وخاصة في جنوب آسيا والعديد من دول الشرق الأوسط وشمال إفريقيا، وهو أكثر شيوعًا في الدول ذات قوانين الميراث المتحيزة للذكور والمجتمعات التي تتبع النسل الأبوي، حيث تعيش المرأة مع أو بالقرب من أسرة زوجها. يوجد استثناء غير معتاد لعادات المهر في جنوب آسيا في بوتان. حيث لا يوجد نظام المهر في بوتان؛ ويتبع الميراث نسل الأم، ولا تأخذ البنات اسم والدهن عند الولادة ولا اسم الزوج عند الزواج. قد تسجل الأرض الريفية باسم المرأة. وامتلكت النساء أعمالًا تجارية، ويكون كل من تعدد الأزواج وتعدد الزوجات مقبولين اجتماعيًا، مع أن تعدد الزوجات أكثر انتشارا. في بعض الأحيان، يعمل العريس المرتقب في منزل أسرة العروس ليستحق الزواج منها.

### الهند
يُطلق على المهر في الهند اسم «دهيج» باللغة الهندية، و «جاهز» باللغة العربية (مشتق من «الجهازي الإسلامي»). يُطلق على المهر اسم Aaunnpot في أقصى شرق الهند.  المهر هو مدفوعات نقدية أو هدايا من عائلة العروس إلى أسرة العريس عند الزواج. قد تشمل النقود والمجوهرات والأجهزة الكهربائية والأثاث والفراش والأواني الفخارية والأدوات والسيارات وغيرها من الأدوات المنزلية التي تساعد المتزوجين حديثاً على بناء منزلهم.
يضع نظام المهر في الهند ضغوطًا مالية كبيرة على أسرة العروس. ويُحظر الآن دفعه بموجب قانون حظر المهر لعام 1961 في القانون المدني الهندي وبعد ذلك بموجب المادتين 304 ب و498 أ من قانون العقوبات الهندي (IPC). لا يزال المهر تقليد شائع على الرغم من القوانين التي تمنعه في الهند. ومن القوانين الأخرى المخصصة لمعالجة المشكلة قانون قواعد تقييد المهر وهدايا العرس، 1976 وقواعد حظر المهر (الإبقاء على قوائم هدايا للعروس والعريس)، 1985، والتي تهدف إلى توثيق الهدايا لتزويد أصحاب الشكاوى بأدلة قوية في حالة الملاحقة القضائية لجرائم ضد العروس.
لا تقتصر ممارسة المهر في الهند على الهندوس أو أي دين معين، فهو واسع الانتشار. على سبيل المثال، يطلق المسلمون الهنود على المهر اسم «جاهز»، ويبررون هذه الممارسة فيما يتعلق بـ jahez-e-fatimi. يصنف الإسلاميون الجاهز إلى فئتين: الأولى تضم بعض تجهيزات زي العروس للحياة الزوجية. الثانية تتكون من سلع ثمينة، أو ملابس أو مجوهرات أو مبلغ من المال لعائلة العريس يتم الاتفاق عليه بعد المساومة. وغالبا ما يتجاوز الجاهز تكلفة موكب العريس.
على الرغم من أن القوانين الهندية ضد المهر سارية منذ عقود، إلا أنها انتُقِدَت لكونها غير فعالة معظم الوقت. تستمر حالات الموت والقتل بسبب المهر دون رقابة في أجزاء كثيرة من الهند، وقد زاد هذا من الانتقادات المطالبة بتنفيذ القوانين.
لا يزال قتل المهر مشكلة قائمة. وهو قتل الزوجة لعدم جلب مهر كاف للزواج. ويحدث عندما تبلغ الانتهاكات المنزلية من قبل عائلة الزوج ذروتها.

#### بنغلاديش
كان العرف الأصلي في بنغلاديش هو سعر العروس (بَدَل العروس)، الذي سمي بالضمان، حيث تدفع أسرة العريس مبلغا لوالدي العروس. تم استبدال هذا تدريجيا بالمهر، الذي سمي joutuk. بدأ هذا التحول في الأعراف في الستينيات. حل المهر محل الصداق بحلول أوائل القرن الحادي والعشرين. وأصبح Joutuk ، تهجئة في بعض الأحيان Joutukh  مشكلة خطيرة ومتنامية في بنغلاديش، كما هو الحال في أي مكان آخر في جنوب آسيا. تم الإبلاغ عن وفاة ما بين 0.6 و2.8 عرائس سنويًا لكل 100,000 امرأة بسبب العنف المرتبط بالمهر.
شهدت بنغلاديش ارتفاعًا في قدر المهر المتوقع في العقود الأخيرة، تزامنا مع نمو الطبقة الوسطى. تقول عالمة الاجتماع «سارة وايت» إن المهر ليس تعويضًا عن ضعف المساهمات الاقتصادية للمرأة. tتتمثل وظيفته الرئيسية الآن في دعم النهوض العائلي عن طريق التزويد بالموارد الإضافية.  كما يدل على الالتزام المستمر بمعايير الحكم والحماية الذكورية. يزيد المهر من قيمة النساء، مما يؤثر في حالة الفساد المنتشرة والعنف السياسي والجنساني.
من العوامل السلبية ارتفاع معدل «وفيات المهر». في بنغلاديش، تتم عمليات القتل المرتبطة بالمهر عن طريق الطعن أو السم بدلاً من الحرق. الحصول على المهر عن طريق الابتزاز هو أيضا مشكلة في بنغلاديش. تم تقديم أكثر من 3413 شكوى إلى الشرطة في بنغلاديش من يناير إلى أكتوبر 2009 بشأن الضرب وغيرها من الانتهاكات المتعلقة بالمهر. إحدى الانتهاكات التي ترتكبها العائلات غير الراضية عن المهر هي رمي الحامض، حيث يتم إلقاء الحامض المركز على وجه العروس لإحداث تشوه وعزلة اجتماعية. من عام 1995 إلى عام 1998، ذكرت 15 امرأة أن نزاعات المهر هي الدافع وراء الهجمات الحمضية، على الرغم من أن هذا العدد قد يكون منخفضًا بسبب نقص الإبلاغ. تحارب بنغلاديش المشكلة بالتشريعات المأخوذة بشكل كبير من قانون الهند. القوانين التي تحظر المهر في بنغلاديش تشمل قانون حظر المهر، 1980؛ قانون حظر المهر (المعدل)، 1982؛ وقرار حظر المهر (معدل)، 1986.
لقد رأينا أن النساء يتعرضن للتعذيب عندما يتعذر عليهن إعطاء أي أموال لأزواجهن. في بعض الأحيان نسمع ونرى في الصحيفة أن بعض النساء يتعرضن للقتل، وبعضهن شنقن وأحرقهن أزواجهن وعائلاتهم وغيرهم. تنص المادة 4 من قانون حظر المهر على أن أي شخص يطلب المهر من شخص آخر قد ارتكب جريمة. لا يتضمن القانون أي بند ينص على عقوبة إساءة استخدامه. لذلك، كثيراً ما تستخدم النساء القانون لمضايقة زوجاتهم وأزواجهن.

##### باكستان
يُطلق على المهر في باكستان اسم الجاهز باللغة العربية (مشتق من jahhez-e-fatimi). وتحتل باكستان المرتبة الأولى من حيث عدد حالات الوفاة المتعلقة بالمهر لكل 100,000 امرأة، حيث يتم الإبلاغ عن أكثر من 2000 حالة وفاة مرتبطة بالمهر في السنة، ومعدلات سنوية تتجاوز 2.45 حالة وفاة لكلا 100,000 امرأة من جراء العنف المرتبط بالمهر.
وفقًا ل«أنصاري»، تعتبر الجالية المسلمة في باكستان المهر عرف إسلامي إلزامي. ويستشهدون بالسنة النبوية لتبرير ممارسة إعطاء المهر وكذلك تلقي المهر؛ أعطى النبي بعض الأشياء لابنته فاطمة عند زواجها من علي. وكما في السنة الثانية، تم ذكر زواج زينب، وهي ابنة أخرى للنبي، وقد تلقت مجوهرات باهظة الثمن من عائلتها وقت زواجها. تقتضي أكثر من 95 في المئة من جميع الزيجات في باكستان نقل مهر من عائلة العروس إلى عائلة العريس. وجد استطلاع أجرته مؤسسة جالوب عام 2014 في باكستان أن 84 ٪ من الباكستانيين يعتقدون أن المهر يلعب دورًا مهمًا جدًا أو مهمًا إلى حد ما في الزواج، في حين يعتقد 69٪ أنه لا يمكن لفتاة أن تتزوج بدون مهر.
شهدت باكستان ارتفاعًا في قيم المهر في العقود الأخيرة، كما في غيرها من بلدان جنوب آسيا. ومع ذلك، لا يزال من المتوقع أن تجلب العروس في باكستان مهرًا للزواج، سواء أكانت مسلمة أم هندوسية أم مسيحية. يعتبر المهر (ويسمى جهاز) والصداق (بدل العروس، المهر الإسلامي) كلاهما عادات ذات تاريخ طويل في باكستان. غالباً ما يتكون المهر اليوم من المجوهرات والملابس والمال. من المتوقع أن يقدم المهر، حيث أن غالبية الزيجات تتم بين الأقارب الأوائل.
نظريا، تسيطر العروس على المهر، لكن عمليا تنتقل السيطرة في كثير من الأحيان إلى الزوج والأصهار، وأحيانا يحصل العريس على مهر كبير عن طريق الابتزاز. في المناطق الريفية في باكستان، لا تزال قيم المهر منخفضة نسبيًا، أي حوالي 12 في المائة من نفقات الأسرة السنوية (السلع غير المعمرة). وفي الريف الباكستاني، من المعتاد أن تسيطر العروس على مهرها بعد الزواج، بدلاً من تسليم السيطرة لأصهارها. وأظهر استطلاع أجرته مؤسسة جالوب باكستان مؤخراً في كانون الثاني / يناير 2017 أن 56 في المائة من السكان يتوقعون أن تجلب الفتاة المهر للزواج. يؤدي الضغط الذي يعاني منه بعض الباكستانيين لتوفير مهر كبير إلى الاستدانة، بما في ذلك العبودية المتعلقة بالديون؛ تقوم بعض العرائس بتوفير مهرهن بأرباحهن إذا عملن خارج المنزل. إن مصيدة الديون التي نشأت لتوفير مهر كبير تضع ضغطًا على الآباء الذين يطمحون لترتيب زواج لابنتهم في طبقة اجتماعية أفضل. ويشار إليها أيضًا كسبب للاتجاه الحالي نحو الزواج المتأخر. الزيجات المدبرة بين أبناء العمومة الأولى شائعة، لأنها توفر وسيلة لإبقاء المهر داخل العائلة الممتدة.
أقرت باكستان عدة قوانين لمعالجة مشكلة مطالب المهر المفرطة، منها: قانون حظر العرض الباكستاني لعام 1967؛ قانون (تقييد) المهر وهدايا العرس، 1976. تمت حماية حقوق المرأة في الميراث، منفصلا عن المهر، في قانون الشريعة الشخصي للمسلمين لعام 1948 ومرسوم قوانين الأسرة المسلمة لعام 1961.